# Pfaffroda (Schönberg)
Pfaffroda ist ein Ortsteil der Gemeinde Schönberg im Landkreis Zwickau (Freistaat Sachsen). Die Gemeinde Pfaffroda wurde am 1. Januar 1974 mit ihrem Ortsteil Breitenbach, aber ohne den bisherigen Ortsteil Dittrich nach Schönberg eingemeindet.

## Geografie

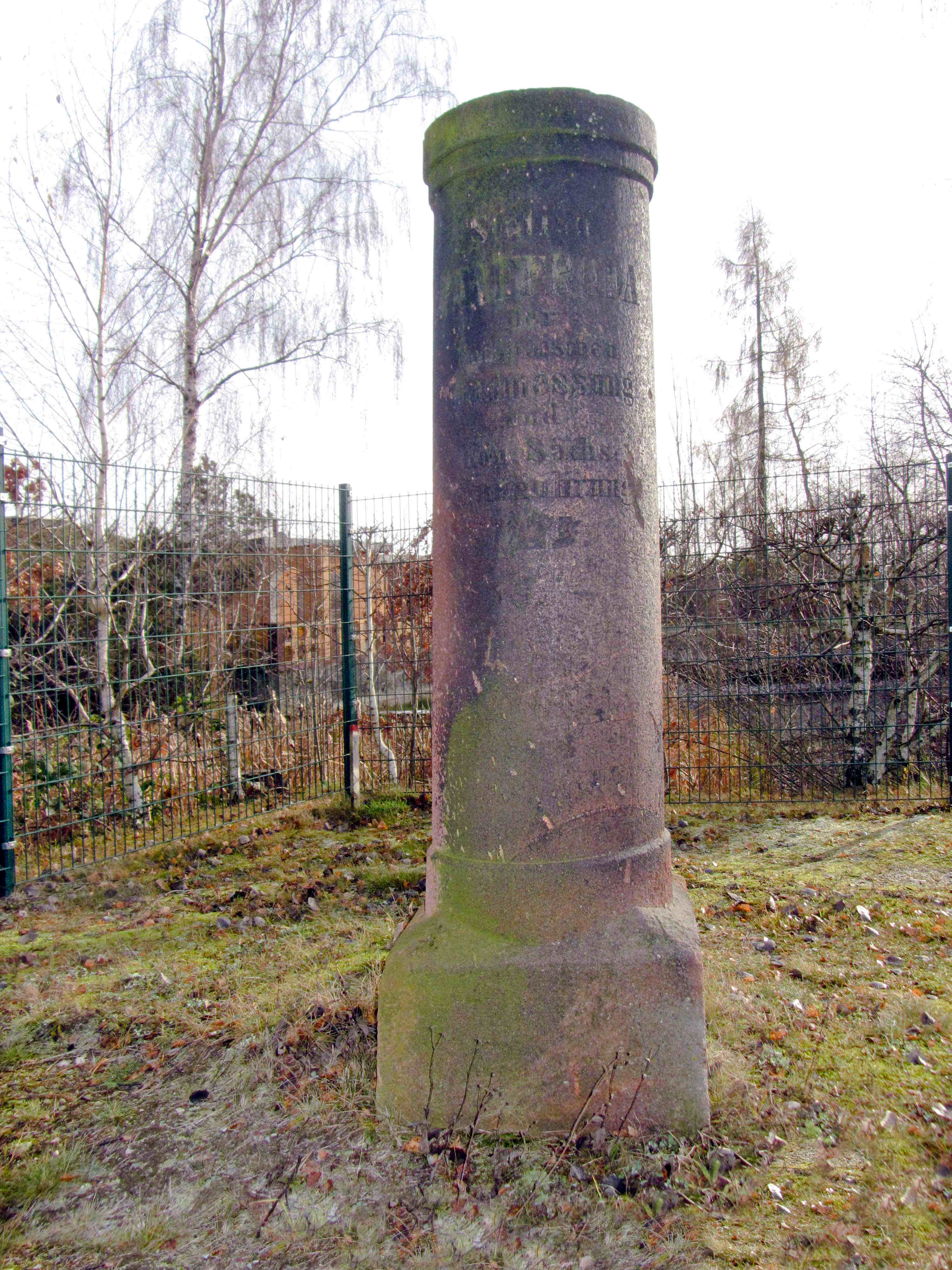
Königlich-Sächsische Triangulirung, Station 121 Pfaffroda

### Geografische Lage
Pfaffroda liegt im südlichen Gemeindegebiet von Schönberg östlich von Meerane und nördlich von Glauchau. Südlich des Orts verläuft die Bundesautobahn 4.

### Nachbarorte
|           | Breitenbach                                 | Neukirchen  |
| Schönberg | Kompassrose, die auf Nachbargemeinden zeigt | Remse       |
|           | Dittrich                                    | Weidensdorf |

## Geschichte

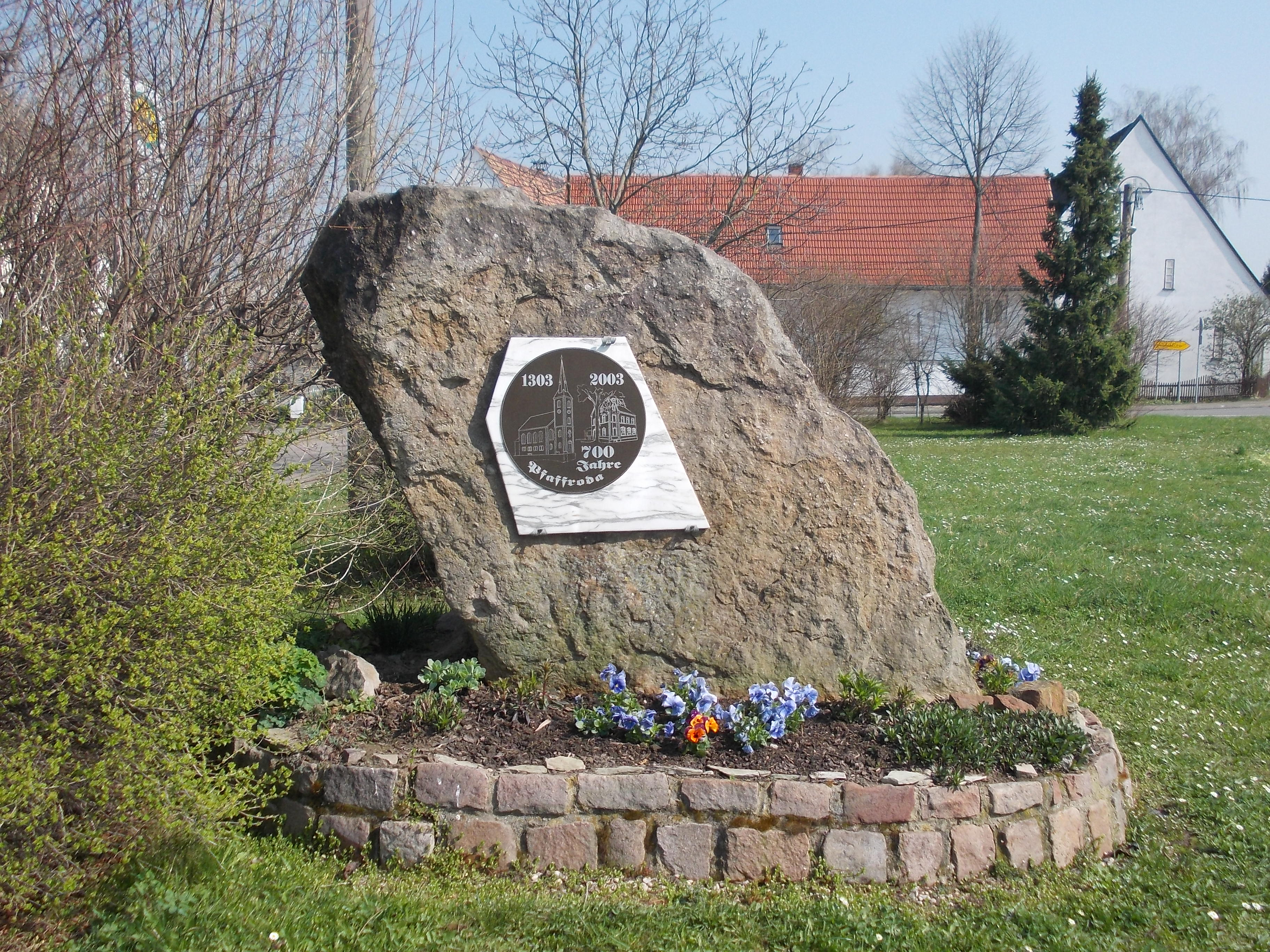
Pfaffroda, Gedenkstein Ortsjubiläum

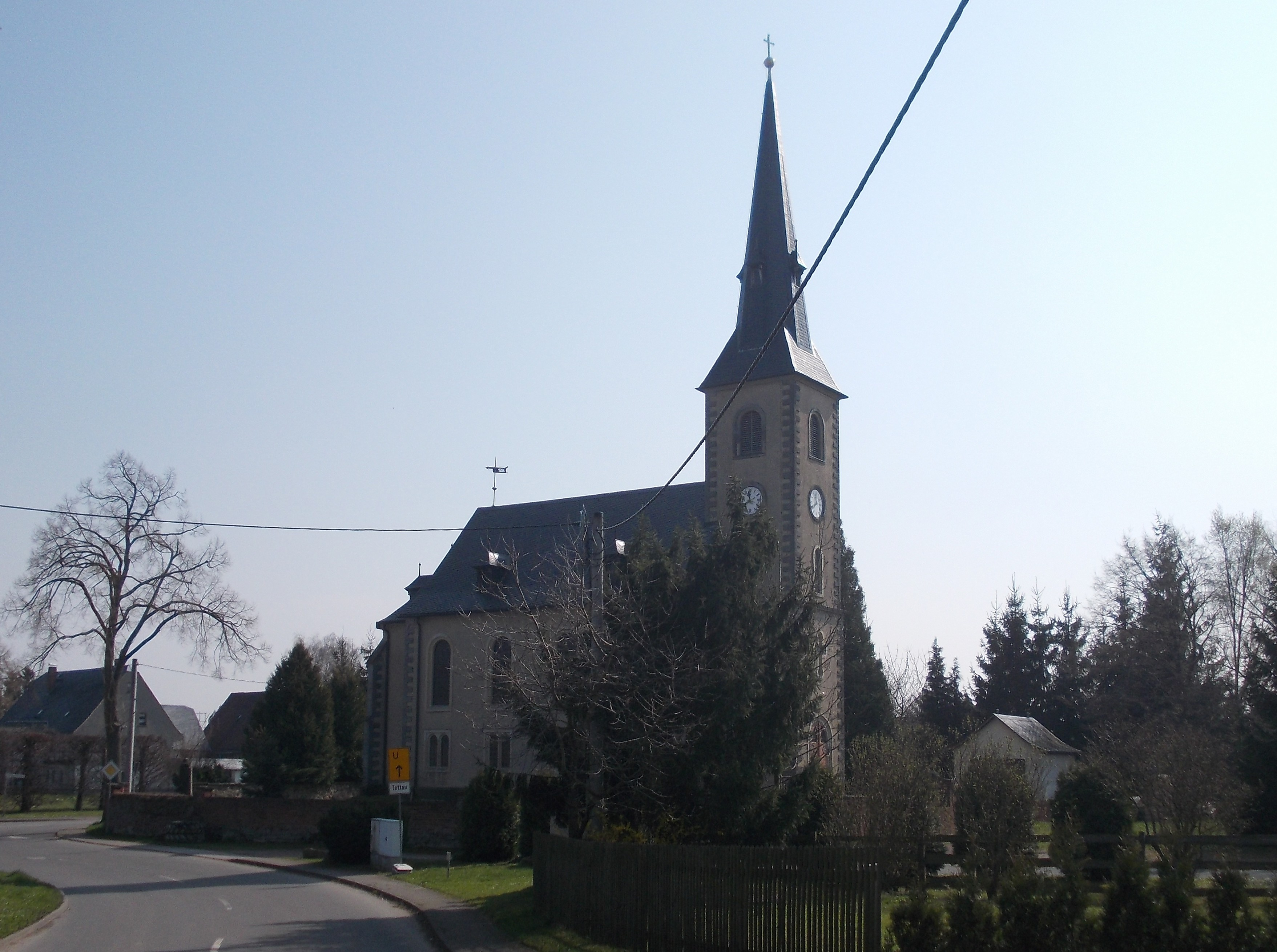
Pfaffroda, Kirche

Pfaffroda wurde im Jahr 1303 als „Phaffinrode“ erwähnt. Der Ort gehörte bis in die zweite Hälfte des 19. Jahrhunderts zu den Schönburgischen Herrschaften. Er wurde zum größten Teil als Amtsdorf durch die schönburgische Herrschaft Waldenburg verwaltet, von dessen Hauptteil er jedoch räumlich durch die schönburgische Herrschaft Remse getrennt war. Ein Gut von Pfaffroda gehörte hingegen unter die Grundherrschaft des Glauchauer Stadtrats, wodurch dieses durch die Herrschaft Glauchau, Amt Hinterglauchau verwaltet wurde.
Nachdem auf dem Gebiet der Rezessherrschaften Schönburg im Jahr 1878 eine Verwaltungsreform durchgeführt wurde, kam Pfaffroda im Jahr 1880 zur neu gegründeten sächsischen Amtshauptmannschaft Glauchau.
Am 1. Juli 1950 wurden Dittrich und Breitenbach nach Pfaffroda eingemeindet. Durch die zweite Kreisreform in der DDR kam die Gemeinde Pfaffroda mit ihren beiden Ortsteilen im Jahr 1952 zum Kreis Glauchau im Bezirk Chemnitz (1953 in Bezirk Karl-Marx-Stadt umbenannt), der ab 1990 als sächsischer Landkreis Glauchau fortgeführt wurde und 1994 im Landkreis Chemnitzer Land bzw. 2008 im Landkreis Zwickau aufging.
Bei der Eingemeindung der Gemeinde Pfaffroda nach Schönberg wurde der Ortsteil Dittrich am 1. Januar 1974 nach Meerane umgegliedert. 